# Protobonellia annularis
Protobonellia annularis är en djurart som tillhör fylumet skedmaskar, och som beskrevs av Biseswar, R. 1992. Protobonellia annularis ingår i släktet Protobonellia och familjen Bonelliidae. Inga underarter finns listade i Catalogue of Life.